# 森特波因特 (路易斯安那州)
森特波因特（英語：Center Point）是位於美國路易斯安那州阿沃耶爾堂區的一個普查規定居民點。

## 人口
根據2020年美國人口普查的數據，森特波因特的面積為12.25平方千米，當中陸地面積為12.25平方千米，而水域面積為0.00平方千米。當地共有人口520人，而人口密度為每平方千米42.45人。